# Муравейня
Мураве́йня — село в Україні, в Есманьській селищній громаді Шосткинського району Сумської області. Населення становить 36 осіб. До 2020 орган місцевого самоврядування — Фотовизька сільська рада.

## Географія
Село Муравейня розташоване на правому березі річки Муравейня, нижче за течією на відстані 2,5 км розташоване село Веселий Гай. На відстані 1,5 км розташовані села: Баранівка, Фотовиж та Червоні Вишки (село ліквідоване 1979–1982 рр.)
Поруч пролягає кордон з Росією.

## Історія
До 1926 року входила до Севського повіту (з 1861 — у складі Хінельської, Лемяшовської волості) Орловської губернії. 19 квітня 1926 передана Росією до складу Української РСР.
Село постраждало внаслідок геноциду українського народу, проведеного урядом СССР в 1932–1933 роках.
12 червня 2020 року, відповідно до розпорядження Кабінету Міністрів України № 723-р «Про визначення адміністративних центрів та затвердження територій територіальних громад Сумської області», село увійшло до складу Есманьської селищної громади.
19 липня 2020 року, в результаті адміністративно-територіальної реформи та ліквідації Глухівського району, село увійшло до складу новоутвореного Шосткинського району.

## Населення

### Мова
Розподіл населення за рідною мовою за даними перепису 2001 року:
| Мова       | Кількість | Відсоток |
| ---------- | --------- | -------- |
| російська  | 35        | 97.22%   |
| українська | 1         | 2.78%    |
| Усього     | 36        | 100%     |

## Відомі люди
У селі народився письменник Д. Р. Глущенко.